# Акти цивільного стану
Акти цивільного стану —  це події та дії, які нерозривно пов'язані з фізичною особою і започатковують, змінюють, доповнюють або припиняють її можливість бути суб'єктом цивільних прав та обов'язків.

## Різновиди
Акти цивільного стану за своєю сутністю є юридичною сукупністю обставин, які спричиняють виникненню, припиненню, зміни та інше цивільних прав і обов'язків.
Державна реєстрація таких подій важлива для охорони особистих немайнових і майнових прав громадян, оскільки з цими подіями законодавець пов'язує виникнення, зміну або припинення низки найважливіших правових обов'язків. Метою державної реєстрації є встановлення безперечного доказу існування таких прав та обов'язків. Тобто для громадянина, акт цивільного стану є первинним документом для позначення своїх прав.
Реєстрація актів громадського стану використовується для відслідкування змін в державі, наприклад, динаміку демографічних змін. 
Перелік актів цивільного стану, наведений у ч.2 ст.49 ЦКУ , не є остаточний і може бути розширений в процесі тлумачення норм.

## Державна реєстрація
Деякі з актів цивільного стану підлягають обов'язковій державній реєстрації. На відміну від загального переліку актів цивільного стану, перелік таких актів є вичерпним (ч. 3 ст.49 ЦКУ). Це акти цивільного стану, як народження та смерть людини, вступ її у шлюб або розірвання нею шлюбу, набуття та втрата громадянства або вихід з нього, досягнення певного віку, надання чи обмеження повної дієздатності, зміна імені та смерть та підлягають державній реєстрації в порядок, зазначений в Законі України "Про державну реєстрацію актів цивільного стану".
За фактом реєстрації акту цивільного стану фізичній особі видається відповідне свідоцтво.
Порядок реєстрації шлюбу та його розірвання в Сімейному Кодексі України приведено до загального порядку реєстрації цивільних актів й підпорядковуються вищезгаданим Законам України (ч.1 ст 28 Сімейного Кодексу)